# Lac de Passow
Pour les articles homonymes, voir Passow.
Le lac de Passow (Passower See) est un lac allemand du Mecklembourg se trouvant dans les limites de la commune rurale de Passow (arrondissement de Ludwigslust-Parchim). Lübz se trouve plus loin au sud. Sa profondeur moyenne est de trois mètres avec une profondeur maximale de neuf mètres. Sa longueur est de 1 300 mètres et sa largeur de 300 mètres. Il s'étend sur une surface de trente-six hectares, avec une partie aménagée pour la baignade.
C'est un site naturel pour les grandes aigrettes.